# Quitilipi
Quitilipi – miasto w Argentynie, położone w południowo-wschodniej części prowincji Chaco.

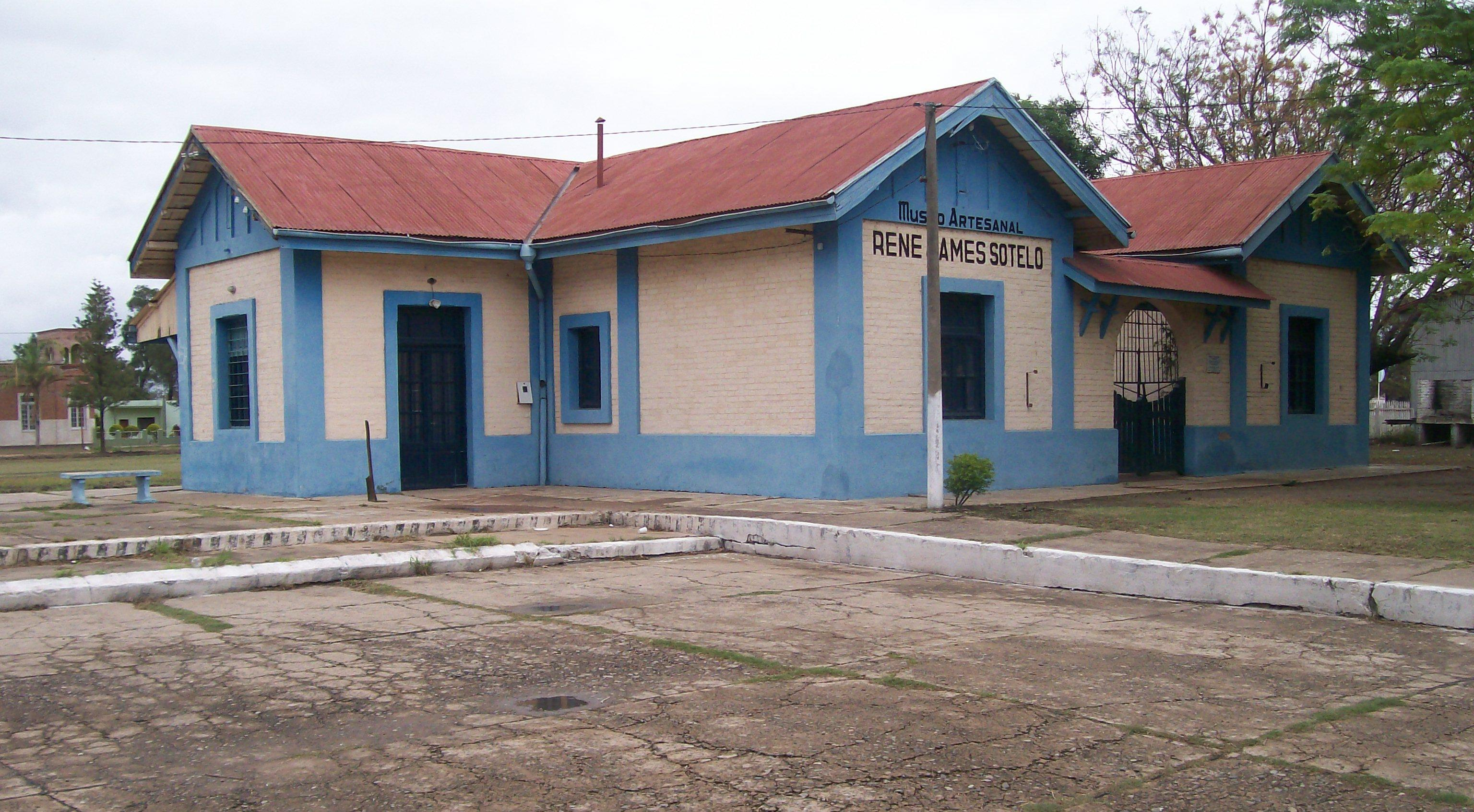
Stacja kolejowa Quitilipi

## Opis
Miejscowość została założona w 1912 roku. W mieście znajduje się węzeł drogowy-RP4 i RN16 i linia kolejowa.

## Demografia
.